# Udea itysalis
Udea itysalis is een vlinder uit de familie van de grasmotten (Crambidae), uit de onderfamilie van de Spilomelinae. De wetenschappelijke naam van deze soort is voor het eerst voorgesteld als Scoparia itysalis door Francis Walker in een publicatie uit 1859.

## Verspreiding
De soort komt voor in Canada, de Verenigde Staten en Siberië.

## Ondersoorten
- Udea itysalis itysalis (Walker, 1859)
- Udea itysalis albimontanalis Munroe, 1966
- Udea itysalis clarkensis Munroe, 1966
- Udea itysalis durango Munroe, 1966
- Udea itysalis kodiakensis Munroe, 1966
- Udea itysalis marinensis Munroe, 1966
- Udea itysalis mertensialis Munroe, 1966
- Udea itysalis rindgeorum Munroe, 1966
- Udea itysalis tillialis (Dyar, 1904)
- Udea itysalis wasatchensis Munroe, 1966